# Compagni di viaggio/Una notte una vita
Compagni di viaggio/Una notte una vita è un singolo della cantante italiana Gilda Giuliani pubblicato nel 1977 dalla casa discografica RCA. I 4 + 4 di Nora Orlandi eseguono i cori.

## Tracce
1. Compagni di viaggio – 3:42 (testo: Carla Vistarini, – musica: Luigi Lopez)
2. Una notte una vita – 4:00 (Franco Migliacci e Roberto Mercanti)